# Eslida
Eslida település Spanyolországban, Castellón tartományban. Eslida Aín, Alcúdia de Veo, Artana, Alfondeguilla és Chóvar községekkel határos. Lakosainak száma 785 fő (2024).

## Népesség
A település népessége az elmúlt években az alábbi módon változott:
| Lakosok száma | 757  | 828  | 863  | 915  | 936  | 877  | 805  | 759  | 749  | 785  |
|               | 2001 | 2004 | 2006 | 2009 | 2011 | 2014 | 2016 | 2019 | 2021 | 2024 |